# Sherlock & Daughter
Sherlock & Daughter é uma série de mistério na televisão, desenvolvida por Brendan Foley, com James Duff como showrunner, inspirada nas narrativas de Sherlock Holmes de Sir Arthur Conan Doyle.
A série foi lançada em 16 de abril de 2025, na The CW e no Discovery+.

## Sinopse
Sherlock Holmes acaba se misturando em uma traiçoeira trama que tem ligação com seu maior rival, o Professor Moriarty, e se une a Amelia Rojas, uma jovem indígena americana que perdeu sua mãe em um assassinato recente. Ao colaborarem na investigação, Amelia busca ao mesmo tempo demonstrar que o renomado detetive é na verdade seu pai desaparecido há anos.